# Antoine Xavier Natal
Antoine Xavier Natal (Colmar, 13 décembre 1733 - mort en émigration aux Pays-Bas après 1801) Maréchal de camp alsacien qui servit jusqu’en 1792 dans l’armée royale française, puis qui émigra aux Pays-Bas afin d’être sous le commandement du 8e prince de Condé, Louis V Joseph de Bourbon jusqu’en 1801.

## Origine
Fils de Laurent N. Natal (inspecteur d’artillerie) et de Marie Claire Belinet. Il passa son enfance en Alsace avant de rentrer dans l’armée en 1746.

## État de Service

### Durant l’Ancien Régime
- 1746 : Surnuméraire dans l’artillerie
- 1747 : Officier pointeur
- 1755 : Nommé lieutenant de l’armée royale française
- 1761 : Nommé capitaine de l’armée royale française
- 1778 : Nommé chef de brigade de l’armée royale française
- 1780 : Nommé lieutenant-colonel de l’armée royale française, Directeur du parc d’artillerie du corps de Rochambeau en Amérique

### Durant la Révolution française et le Consulat
- 1791 : nommé Colonel de l’armée royale française
- 1792 : émigra aux Pays-Bas et servit dans l’armée de Louis V Joseph de Bourbon-Condé jusqu’en 1801 afin de rester fidèle aux royalistes
- 1794 : nommé Maréchal de camp et commandant de l’artillerie des émigrés
- 1801 : retraite

## Distinction honorifique
- 1770 : Chevalier de l’Ordre royal et militaire de Saint-Louis

## Source
- Alphonse Halter, Nouveau dictionnaire de biographie alsacienne, vol. 28, p. 2794